# Big Windup!
Ookiku Furikabutte (яп. おおきく振りかぶって О:кику Фурикабуттэ, «Замахнувшись сильнее»), аббревиатура — Ofuri (яп. おお振り О:фури), в амер. прокате Big Windup! — манга Асы Хигути, выходящая с 2003 года в сэйнэн-журнале Afternoon издательства «Коданся». Манга выиграла культурную премию имени Осаму Тэдзуки как лучшее произведение 2006 года. В 2007 году манга также получила премию Коданся как лучшее произведение общего жанра. Выпуск манги был прерван почти на год, и возобновился в ноябре 2011 года.
Аниме-сериал по мотивам манги, выпущенный студией A-1 Pictures, транслировался по телеканалу Tokyo Broadcasting System с 12 апреля по 28 сентября 2007 года. Он также транслировался по международному каналу animax на английском языке на территории на юго-Восточной и южной Азии.

## Сюжет
Главный герой сериала, Рэн Михаси, раньше был питчером в бейсбольной команде средней школы Михоси, но его товарищи по команде, будучи уверенными, что Рэн попал к ним лишь благодаря своему дедушке — директору школы, невзлюбили его (особенно ловец команды), так как из-за Рэна команда стала постоянно проигрывать. В конце концов, по окончании средней школы, у Рэна развивается комплекс неполноценности. Он был уверен, что бейсбол — это не для него. Но позже парень понимает, что он действительно одарённый питчер, а плохо играл в старой команде из-за плохого сотрудничества, так как его бывшие товарищи, будучи уверенными, что Рэн ни на что не годен, не общались с ним и никогда не разрабатывали с ним стратегию игры. Так Рэн попадает в старшую школу Нисиура, в новую бейсбольную команду, где, благодаря содействию его новых товарищей по команде, настроенных более дружелюбно, начинает чувствовать себя увереннее. Так парень постепенно начинает раскрывать свой истинный спортивный потенциал.

## Список персонажей
Рэн Михаси (яп. 三橋 廉 Михаси Рэн) — главный герой и питчер команды. Очень талантливый и спортивный, однако он не уверен в себе и сильно волнуется, из-за чего его игра может быть непредсказуемой. Раньше Рэн играл в команде средней школы Михоси, однако игроки с самого начала отказались сотрудничать с ним, так как его дедушка был директором школы. В результате из-за Рэна команда стала проигрывать. После этих событий у парня развивается сильный комплекс неполноценности, и он переходит в новую команду старшей школы Нисиура, где поначалу боится, что снова станет обузой для игроков. Позже однако Михаси становится более уверенным в себе и заслуживает доверие своей команды, по-прежнему оставаясь при этом пугливым и застенчивым по натуре.
Сэйю: Цубаса Ёнага
Такая Абэ (яп. 阿部 隆也 Абэ Такая) — член бейсбольной команды Нисиура, образует пару с Михаси. Абэ очень серьёзный, однако из-за Михаси часто выходит из себя. Отличный стратег и первоначально должен был помогать Михаси адаптироваться в команде и направлять его. Перед атакой Абэ тщательно изучает движения противника до самых мелочей, что делает его практически непобедимым. Абэ стремится поначалу привести свою команду к победе, чтобы Рэн чувствовал себя увереннее. Обычно не показывает своих положительные эмоций и имеет привычку постоянно ворчать и ругаться, однако действительно сильно заботится о благополучии Рэна в команде.
Сэйю: Юити Накамура
Юитиро Тадзима (яп. 田島 悠一郎 Тадзима Ю:итиро:) — нападающий в бейсбольной команде. Талантливый спортсмен, уверенный в себе, дружелюбный и беззастенчивый. Считается первым в своей команде. Тем не менее из-за его очень маленького роста, некоторые возможности игры для него ограничены. Тадзима и Михаси вскоре становятся хорошими друзьями. Многие полагают, что Тадзима выступает в качестве старшего брата Михаси. Тадзима любит ловить мячи на быстрой скорости и в случае отсутствия Абэ становится кетчером или во время тренировок.
Сэйю: Хиро Симоно
Адзуса Ханаи (яп. 花井 梓 Ханаи Адзуса) — первоначально представлен, как очень грубый и агрессивный, но позже выясняется, что Ханаи очень умный и наблюдательный человек. Поэтому все проголосовали за то, чтобы он стал капитаном команды. Сначала пытается конкурировать и превзойти Тадзиму, по позже бросает эту затею, так как благо команды для него важнее.
Сэйю: Кисё Танияма
Юто Сакаэгути (яп. 栄口 勇人 Сакаэгути Ю:то) — находится как правило на второй позиции. Очень дружелюбный и давно знает Абэ. Когда между Абэ и Михаси возникает конфликт, Сакаэгути как правило успокаивает их, будучи в состоянии понять их проблемы и ситуации. Во время стресса у Сакэгути начинается диарея, о чём узнаёт Абэ во время их вступительных экзаменов в школу. Дружит с Суямой, так как они одноклассники. Его мать умерла.
Сэйю: Тихиро Судзуки
Косукэ Идзуми (яп. 泉 孝介 Идзуми Ко:сукэ) — очень опытный игрок в команде. Может хорошо ловить мяч и быстро бегает. Находится в одном классе с Михаси и Тадзимой и любит рассказывать о себе во время обеда. Идзуми и Хамада учились вместе в одной начальной и средней школе, поэтому Идзуми относится к Хамаде с уважением. Из-за своего характера Идзуми быстро раздражается, когда что-то идёт не так, особенно при постоянных препирательствах Абэ.
Сэйю: Дзюн Фукуяма
Сёдзи Суяма (яп. 巣山 尚治 Суяма Сё:дзи) — выступает в качестве третьего основного игрока команды. У него очень спокойный характер, единственный, кто не раздражается среди членов команды. Хотя однажды сильно отреагировал, когда Момоэ предложила ему протеиновый порошок, к которому он питает сильную неприязнь. Суяма также более зрелый, чем другие мальчики, например он много мечтает девушках. Дружит с Сакаэгути.
Сэйю: Макото Ясумура
Фумики Мидзутани (яп. 水谷 文貴 Мидзутани Фумики) — член бейсбольной команды. Он не очень квалифицированный игрок и пугается уловов. Из-за чего Абэ называет его «левым отбросом». Как ни странно многие удары Фумитаки удаются только по большому везению, хотя по его словам, у него не острый глаз для мяча. Самый простодушный в команде. Любит слушать музыку и всегда носит наушники.
Сэйю: Кэнъитиро Суми
Кадзутоси Оки (яп. 沖 一利 Оки Каздутоси) — член команды бейсбола. Запасной питчер и первый основной игрок. Очень застенчивый и нервный. Редко высказывает своё мнение, так как боится, что его начнут осуждать. На самом деле имеет большой опыт в игре, даже лучше, чем у Ханаи, но не признавался в этом, чтобы реже участвовать в официальных играх. Тем не менее его вдохновляет уверенность Мисаси и решает взяться за игру всерьёз.
Сэйю: Юдай Сато
Синтаро Нисихиро (яп. 西広 辰太郎 Нисихиро Синтаро:) — запасной игрок Нисиуры, часто сидит на скамейке и восхищается игрой команды. Он новичок в бейсболе и имеет пока мало опыта в игре. Часто играет на позиции левого крайнего. Примечательно, что он никогда не подготавливается к школьным тестам.
Сэйю: Рёхэй Кимура

## Предпосылка к созданию
Аса Хигути выросла в Сайтаме и впервые заинтересовалась бейсболом, читая мангу Dokaben. Когда Аса училась в средней школе, её вдохновила история местной бейсбольной команды и та решает написать собственную мангу о бейсболе. В оригинальной истории Михаси не разговаривал, а такие персоналии, как Момоэ, Кано и Харуна, вовсе не существовали. Для того, чтобы собрать достаточно информации о бейсболе, Аса вела хронику бейсбола в её школе более 10 лет.
За 5 месяцев до начала выпуска манги, была выпущена пилотная версия под названием The Basic of Basics. Сюжет разворачивается вокруг учеников Первой школы Мусасино.

## Медиа-издания

### Манга
Манга, автором которой является Аса Хигути. Выходила в сэйнэн-журнале Afternoon с 2003 года. К июню 2010 года было выпущено 15 томов манги в Японии. Однако выпуск манги был прерван на 1 год и возобновился в журнале Afternoon. Серии были лицензированы тайваньской компанией  Long Hung Press (長鴻出版社).

### Аниме
Аниме-сериал, выпущенный студией A-1 Pictures на основе манги, транслировался по телеканалу Tokyo Broadcasting System с 12 апреля по 28 сентября 2007 года, также позже появлялся на телеканалах MBS, BS-i и CBC. Сериал также транслировался по интернациональному каналу animax на английском языке на территории на юго-Восточной и южной Азии.
Второй сезон аниме-сериала был анонсирован в 13 томе манги. Первая серия начала транслироваться со 2 апреля 2010 года.
Первый сезон аниме-сериала был лицензирован компанией  Funimation и транслировался на территории США с 14 марта 2011 года.

#### Список серий
| Ookiku Furikabutte | Ookiku Furikabutte                                     | Ookiku Furikabutte    |
| № серии            | Название                                               | Трансляция в Японии   |
| ------------------ | ------------------------------------------------------ | --------------------- |
| 01                 | Настоящий ас «Хонто но э:су» (ホントのエース)          | 12 апреля 2007 года   |
| 2                  | Роль кэтчера «Кяття: но якувари» (キャッチャーの役割)  | 19 апреля 2007 года   |
| 3                  | Тренировочный матч «Рэнсю:дзиай» (練習試合)            | 26 апреля 2007 года   |
| 4                  | Игра «Пурэй» (プレイ)                                  | 3 мая 2007 года       |
| 5                  | Не халтурить «Тэ о мэкуна» (手を抜くな)                | 10 мая 2007 года      |
| 6                  | Условия питчеру «То:сю но дзё:кэн» (投手の条件)        | 17 мая 2007 года      |
| 7                  | Хочу играть в бесйбол «Якю: ситай» (野球したい)        | 24 мая 2007 года      |
| 8                  | Мировой питчер? «Сугой то:сю?» (スゴイ投手?)           | 31 мая 2007 года      |
| 9                  | Прошлое «Како» (過去)                                  | 7 июня 2007 года      |
| 10                 | Шаг за шагом «Тяку-тяку то» (ちゃくちゃくと)           | 14 июня 2007 года     |
| 11                 | Лето начинается «Нацу га хадзимару» (夏がはじまる)     | 21 июня 2007 года     |
| 12                 | Группа поддержки «О:эндан» (応援団)                    | 28 июня 2007 года     |
| 13                 | Открытие летнего турнира «Нацутай кайси» (夏大開始)    | 5 июля 2007 года      |
| 14                 | Вызов! «Идомэ!» (挑め!)                                | 12 июля 2007 года     |
| 15                 | Первый ран «Сэнсютэн» (先取点)                         | 19 июля 2007 года     |
| 16                 | Не смотреть свысока «Анадоруна» (あなどるな)           | 26 июля 2007 года     |
| 17                 | Третий раннер «Са:до ранна:» (サードランナー)          | 2 августа 2007 года   |
| 18                 | Дополнительный счёт «Цуйкадэн» (追加点)                | 9 августа 2007 года   |
| 19                 | Истинная сила Тосэя «То:сэй но дзицурёку» (桐青の実力) | 16 августа 2007 года  |
| 20                 | Резкий поворот «Гякутэн» (逆転)                        | 23 августа 2007 года  |
| 21                 | Ещё раз «Мо: иттэн» (もう一点)                         | 30 августа 2007 года  |
| 22                 | Защита! «Фусэгэ!» (防げ!)                              | 6 сентября 2007 года  |
| 23                 | Безупречно «Гэммицу ни» (ゲンミツに)                   | 13 сентября 2007 года |
| 24                 | Заключение «Кэттяку» (決着)                            | 20 сентября 2007 года |
| 25                 | Однажды победив «Хитоцу каттэ» (ひとつ勝って)          | 27 сентября 2007 года |
| OVA                | Основа основ «Кихон но кихон» (基本のキホン)           | 28 февраля 2008 года  |

| Ookiku Furikabutte: Natsu no Taikai-hen | Ookiku Furikabutte: Natsu no Taikai-hen                 | Ookiku Furikabutte: Natsu no Taikai-hen |
| № серии                                 | Название                                                | Трансляция в Японии                     |
| --------------------------------------- | ------------------------------------------------------- | --------------------------------------- |
| 1                                       | Что же дальше? «Цуги ва?» (次は？)                      | 1 апреля 2010 года                      |
| 2                                       | Сакитама «Сакитама» (崎玉)                              | 8 апреля 2010 года                      |
| 3                                       | Третий матч «Сан-кайсэн» (3回戦)                        | 15 апреля 2010 года                     |
| 4                                       | Бейсбол — дело выснажливое «Якю: синдой» (野球シンドイ) | 22 апреля 2010 года                     |
| 5                                       | Хочу играть в бейсбол «Якю: яритай» (野球やりたい)      | 29 апреля 2010 года                     |
| 6                                       | Важное дело «Дайдзи» (大事)                             | 6 мая 2010 года                         |
| 7                                       | Медленная перемена «Юруяка на хэнка» (ゆるやかな変化)   | 13 мая 2010 года                        |
| 8                                       | Пятый матч «Го-кайсэн» (5回戦)                          | 20 мая 2010 года                        |
| 9                                       | Надо изучить «Кэнкю: сарэтэру» (研究されてる)           | 27 мая 2010 года                        |
| 10                                      | Пятый нижний, 2-5 «Го-кай ура, ни тай го» (5回裏, 2対5) | 3 июня 2010 года                        |
| 11                                      | Потому что я ас «Э:су дакара» (エースだから)            | 10 июня 2010 года                       |
| 12                                      | Девятый иннинг «Кю:-кайсэн» (9回戦)                     | 17 июня 2010 года                       |
| 13                                      | Мы снова начинаем «Мата хадзимару» (また始まる)         | 24 июня 2010 года                       |
| 14/12.5                                 | Extra                                                   | январь 2011 года                        |

#### Музыка
Первый сезон
- Открывающие композиции:

Dramatic (яп. ドラマチック) исполняет Base Ball Bear (1-13)
Seishun Line (яп. 青春ライン) исполняет Ikimonogakari (14-25)
- Закрывающие композиции:

Medaka no Mita Niji (яп. メダカの見た虹) исполняет Кодзуэ Такада (1-13)
Arigatou (яп. ありがとう) исполняет SunSet Swish (14-25)
Второй сезон
- Открывающая композиция:

Natsuzora (яп. 夏空) исполняет Galileo Galilei
- Закрывающая композиция:

Shiso Densha (яп. 思想電車) исполняет CureaL

### Игра
Видео-игра под названием Honto no Ace ni Nareru Kamo (яп. ホントのエースになれるかも Хонто но Асэ ни Нэрэру Камо), основанная на сюжете манги, была выпущена для Nintendo DS компанией MMV 13 декабря 2007 года.
Игра продавалась с чистящим средством в форме рубашки Рэна с номером 1.

## Популярность
Манга Big Windup! добилась большого коммерческого успеха в Японии. В 2007 году манга получила премию Коданся как лучшая манга общей тематики. 11 том манги стал самым продаваемым произведением за первую неделю в Японии, так было продано свыше 400.000 копий через 3 недели после выпуска. Согласно опросу, проведенному в 2007 году министерством культуры Японии, занимает 24-е место среди лучшей манги всех времен. Однако на рынке США манга и аниме-сериал не сумел добиться такого успеха, и компания FUNimation объявила, что из-за низких доходов не собирается покупать лицензию на второй сезон аниме-сериала.